# Hypomecis oblivia
Hypomecis oblivia là một loài bướm đêm trong họ Geometridae.